# Mangoo
Mattias Brånn (Uppland, Suecia; 29 de noviembre de 1983), conocido por su nombre artístico Mangoo, es un DJ, remezclador y productor discográfico sueco de música dance, house y trance. Obtuvo gran reconocimiento en el año 2000 gracias al sencillo «Eurodancer». 

## Carrera musical
Mattias empezó su carrera musical a los 16 años y desde entonces se hacía llamar DJ Mangoo. Su salto a la fama fue de la mano de su canción «Eurodancer», la cual ha superado los 30 millones de visitas en YouTube.
En 2005, Mangoo empezó a trabajar con un sello italiano, llamado Around The Music, de Sony Music, en ocasiones junto a Paolo Meneguzzi. De la mezcla de ambos compositores surgió el álbum, Música, en marzo de 2007, con la colaboración de Matt Howe. El sencillo compuesto por Mattias fue número 1 durante tres meses en Italia ese mismo año, con más de 250.000 álbumes vendidos.
En 2011, Mangoo publicó algunas obras individuales, como "Fanta & Rose".
También acudió al Festival de la canción de San Remo en enero de 2013.

### Discografía

#### Álbumes
- 2000: Eurodancer
- 2000: Inside You
- 2007: Musica
- 2008: Grande - Meneguzzi
- 2009: Corro via - Meneguzzi
- 2010: Fanta & Rose (hit del verano sueco)
- 2008: candidatura a la representación de Suecia en Eurovision
- 2009: Ricky Martin

#### Sencillos
| Año  | Sencillo                            | Chart peak (Swedishcharts.com) | Certificación | Álbum     |
| ---- | ----------------------------------- | ------------------------------ | ------------- | --------- |
| 2000 | "Eurodancer"                        | -                              |               | "Freedom" |
| 2010 | "Fanta & Rosé" (featuring Deadline) | 55                             |               |           |